# 中国網絡中心
中国網絡中心（ちゅうごくもうらくちゅうしん、英: China Online Centre）は、香港の湾仔区駱克道に位置する超高層ビル。屋上の高さは215メートル (705 ft)で、香港では62番目に高い建築物である。1998年に着工し、2000年に完成した。本ビルはロッコ・デザイン・アーキテクツによってデザインされ、ジャフェ・デベロップメント（Jaffe Development）によって開発された。
階数は52階で、主に商業オフィススペースとして利用されている。最上階の高さは201.25メートル (660 ft)で、その上にLEDの電光掲示板が備え付けられており、中国の生命保険会社である中国人寿保険の広告が映し出されている。1階から2階には小売店舗が入居し、3階から17階には駐車スペースが設けられ、22階から52階は遠くを見渡せるオフィスが用意されている。各階の天井の高さは約2.44メートル (8 ft)。エレベーターは乗用が5つ、荷物用が1つ備え付けられている。延床面積は16,013平方メートル (170,000 sq ft)。ショッピングセンターのタイムズスクウェア近くに立地し、香港MTR港島線の銅鑼湾駅・湾仔駅が最寄り駅である。
アメリカのグリーンビルディング協議会が実施している、環境に配慮した建築物に与えられる環境性能評価システムLeadership in Energy and Environmental Design2009のCommercial Interiors部門において、本ビルに入居するオフィス家具製造企業ヘイワースの香港オーガニック・ショールームが110点中66点（上位29%）の評価を得ており、2012年にゴールド認証を受けている。
2014年10月にはオン・ザ・ルーフスと名乗る4人組がビルに登頂し、屋上のLED電光掲示板を用いてビルボード・ハッキングを行った際の記録動画がYouTubeにアップロードされ、話題となった。